# Робот-доставщик «Яндекса»
Робот-доставщик Яндекса или Ровер Яндекса также Робот-курьер Яндекса — автономное устройство компании «Яндекс» для доставки грузов, посылок, почты. Работает с 2019 года.

## Описание
Робот представляет собой небольшой вездеход с шестью колёсами. Внутри робота сверху в контейнер упаковываются грузы и посылки весом до 20 кг. Робот оснащён множеством датчиков, лидаром и полностью автономен. Он способен преодолевать множество типов местности, включая заснеженную, но предпочитает перемещаться по дорогам. Робот способен легко огибать препятствия, людей и машины. В случае возникновения каких-либо чрезвычайных ситуаций, например, столкновения с машиной или нападения вандалов, робот посылает сигнал в Яндекс и операторам. Робот весит 70 кг, а максимальная скорость — до 8 км/ч.

## Версии доставщиков
Всего по состоянию на 2021 год существовали 3 с половиной поколения доставщиков Яндекс и одна промежуточная: R1, R1.5, R2 и R3.

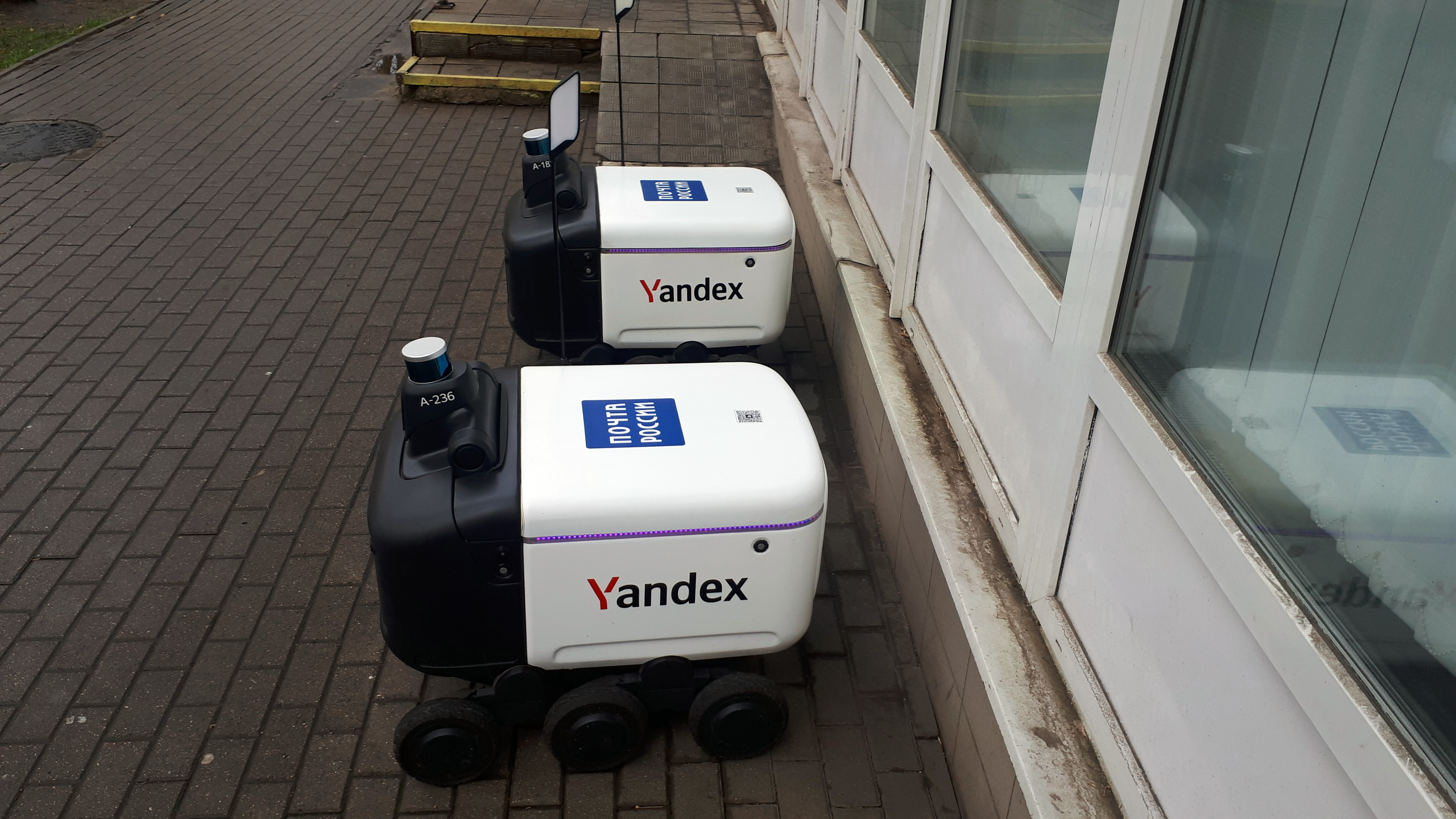
Роботы на службе Почты России

### R1

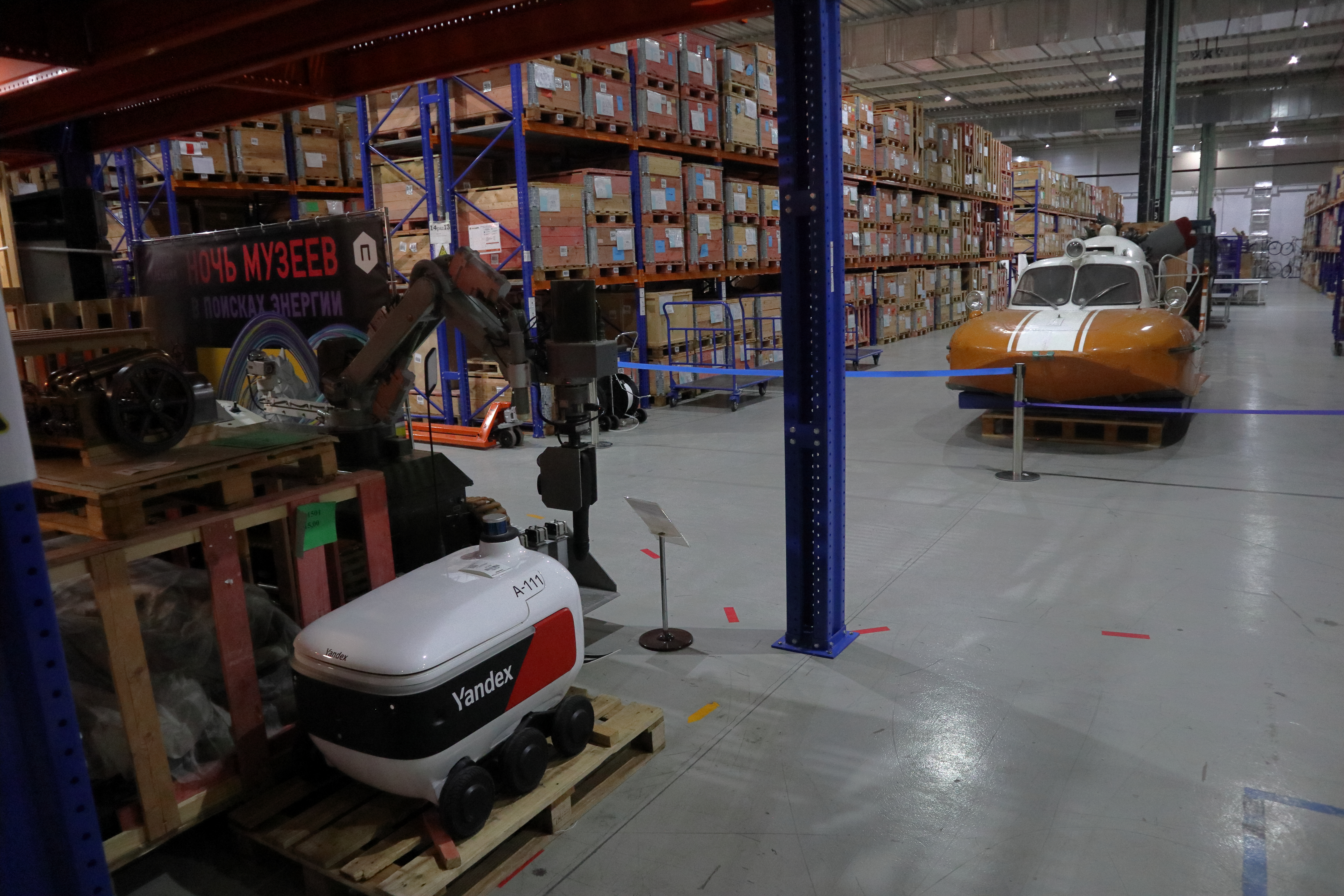
Модель R1 в открытом фондохранилище Политехнического музея

Прототип был создан в 2015 году. Работал с 2019 года по 2020. Тестировался на разных участках. Первоначально прототип Яндекс. Курьера был разработан для тестирования и определения потенциала рынка. В первую очередь были проведены исследования рынка доставки и определены основные потребности клиентов. Прототип Яндекс. Курьера был создан с использованием современных технологий и инструментов разработки. Он был основан на архитектуре микросервисов, что позволило создать гибкую и масштабируемую систему. Кроме того, были использованы инструменты машинного обучения и анализа данных, которые позволяют оптимизировать процессы доставки и улучшить качество обслуживания.

### R1.5
Промежуточная версия курьера. Была представлена в 2018 году после обката прототипа. Одно из главных улучшений, которое было внесено в Яндекс. Курьер R1.5, — это улучшенная система навигации. R1.5 использует более точные датчики и алгоритмы для определения местоположения и избегания препятствий на дороге. Это позволяет ему более точно и безопасно перемещаться по городским улицам. Кроме того, Яндекс. Курьер R1.5 имеет улучшенную систему управления энергопотреблением, что позволяет ему работать более эффективно и дольше без подзарядки. Он также оснащён дополнительными камерами и датчиками, которые обеспечивают более эффективное избегание препятствий.

### R2
Модель была выпущена в 2020 году и предназначена для крупных компаний и корпораций, которые нуждаются в эффективной и масштабируемой системе управления доставкой. Модель R2 использует новые алгоритмы машинного обучения, которые позволяют оптимизировать маршруты курьеров с учётом множества факторов, таких как пробки, погода, дорожные работы и т. д. Это позволяет сократить время доставки и уменьшить затраты на топливо. У модели имеется возможность автоматически распределять заказы между курьерами в режиме реального времени. Это позволяет более эффективно использовать ресурсы и сократить время доставки. Также учитывается время, необходимое на загрузку и разгрузку груза для более точного распределения. При изменениях модель автоматически отправляет уведомления клиентам о статусе заказа, времени доставки и других важных моментах. Это повышает уровень сервиса и удовлетворённость клиентов. Доступна интеграция с другими системами. Модель R2 может интегрироваться с другими системами управления заказами и складами, что позволяет более эффективно управлять логистическими процессами. Модель Яндекс. Курьер R2 является современным и эффективным решением для автоматизации логистических процессов, которое позволяет сократить затраты на доставку, повысить уровень сервиса и удовлетворённость клиентов.

### R3
Первый робот был продемонстрирован в ноябре 2019 года. Полезная нагрузка — до 20 кг в отсеке объёмом 60 л. Робот третьего поколения обнаруживает попытки пользователя закрыть крышку грузового отсека рукой и помогает ему в этом. Грузовой отсек запирается на замок и открывается только из приложения и только для получателя заказа.
Длительность автономной работы — до 8 часов, замена батарейки выполняется за несколько секунд.
Используется лидар с 64 лучами и большим углом зрения по вертикали. Для увеличения поля зрения и охвата в 360 градусов установлены объективы «Рыбий глаз».
Всего для ориентации используются два радара, один лидар, пять камер, акселерометр и GNSS, функциональную безопасность обеспечивают девять ультразвуковых сенсоров.
Масса пустого робота — 70 кг, максимальная скорость — 8 км/ч. Минимальный дорожный просвет при полной загрузке — 100 мм.